# (16882) 1998 BO13
A (16882) 1998 BO13 egy kisbolygó a Naprendszerben. A LINEAR projekt keretében fedezték fel 1998. január 24-én.